# Arby's
Arby’s — американская сеть ресторанов быстрого питания, специализирующаяся на сэндвичах.
По состоянию на середину 2020 года под брендом Arby’s работает более 3300 собственных и на правах франчайзинга торговых точек в США, а также 157 точек в Канаде, Турции, Катаре, Кувейте, Египте и Южной Корее. В США Arby’s занимает 15 место по количеству точек и по выручке среди всех сетей ресторанов быстрого питания и второе место (после Subway) среди сетей, специализирующихся на сэндвичах.

## История
В 1949 году уроженцы города Нью-Касл (штат Пенсильвания), Форрест Раффел (англ. Forrest Raffel) и его младший брат Лерой Раффел (англ. Leroy Raffel), купили у своего дяди компанию по производству ресторанного оборудования, базирующуюся в Янгстауне (штат Огайо), и переименовали её в Raffel Brothers, Inc. К началу 1960-х годов компания выросла в ведущую консалтинговую компанию в сфере общественного питания. Занимаясь проектированием и строительством ресторанов и анализируя рынок заведений быстрого питания, братья Раффелы пришли к выводу, что существует незанятая ниша для сети ресторанов быстрого питания на основе блюд кроме гамбургеров. Они решили, что их будущее — это создание такой сети. По их мнению сэндвич c ростбифом идеально подходил для основного блюда новой сети ресторанов. Первоначально братья Раффелы хотели назвать свои рестораны Big Tex, но это название было уже занято. Тогда они придумали название Arby’s, которое происходит из первых букв словосочетания «братья Раффел» (англ. Raffel Brothers — RB — Arby’s).
23 июля 1964 года братья Раффел открыли свой первый ресторан Arby’s в городе Бордмен (штат Огайо), недалеко от Янгстауна. Здание в стиле классической американской полевой кухни, знак ресторана в виде гигантской шляпы и дизайн интерьера, в котором использовались натуральные дерево и камень, напоминали Старый Запад и выглядели «дороже», чем у типичного ресторана быстрого обслуживания тех лет. Первоначально меню было представлено только сэндвичами с ростбифом, картофелем фри и холодным чаем. Сэндвичи продавались по 69 центов, что было более чем в три раза дороже, например, гамбургеров в McDonald’s, но братья Раффел верили, что высокое качество их блюд и дорогой интерьер смогут привлечь состоятельных покупателей. Их ожидания оправдались, и уже через год был открыт первый ресторан по франшизе в Акроне (Огайо). Успех Arby’s побудил другие сети быстрого питания также начать ориентироваться на более состоятельных покупателей — Burger King и Mcdonald’s, например, расширили свои меню (введя более дорогие блюда) и начали работать над улучшением интерьеров своих ресторанов.
В 1976 году семья Раффел продала Arby’s компании Royal Crown Cola Company (штаб-квартира в Атланте, штат Джорджия). В 1981 году в Токио был открыт первый ресторан Arby’s за пределами США.